# Champ géothermique de Geysir
Ne doit pas être confondu avec Geysir.
Le champ géothermique de Geysir est un ensemble de sources chaudes, d'un dôme et d'un cône volcanique qui constituent les restes d'un ancien volcan d'Islande. Il constitue l'un des sites géothermiques et touristiques les plus importants du pays, notamment grâce à ces geysers comme Geysir et Strokkur, le seul encore actif.

## Géographie

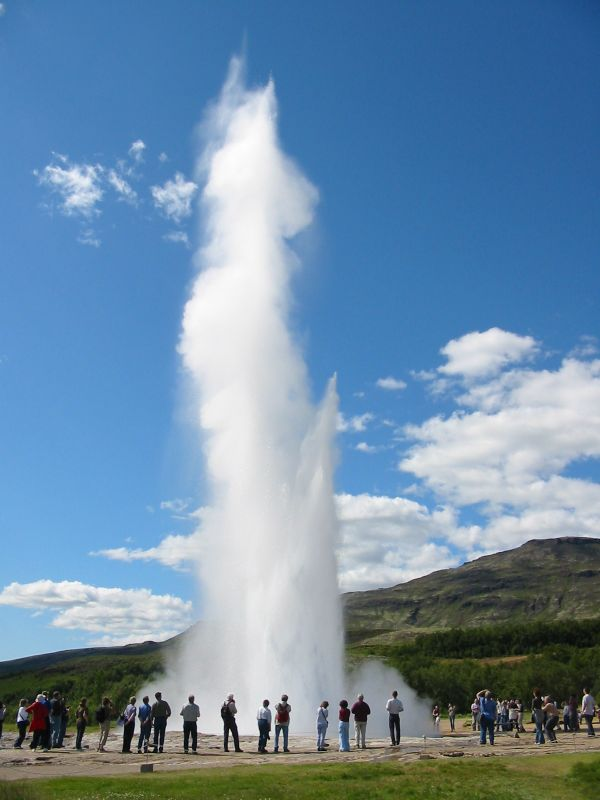
Strokkur en éruption en 2003.

Le champ géothermique de Geysir est situé dans le Sud-Ouest de l'Islande, à environ 60 km à l'est de Reykjavik, à la limite des Hautes Terres, à l'entrée de la petite vallée de Haukadalur. Administrativement, il fait partie du comté d'Árnessýsla de la région de Suðurland.
Il est composé d'un stratovolcan érodé dont les restes sont constitués de la Laugarfjall, un dôme de lave rhyolitique culminant à 187 mètres d'altitude, de la Bjarnarfell, un cône volcanique basaltique qui se trouve juste à l'ouest, le point culminant avec 727 mètres d'altitude, mais surtout d'un ensemble de sources chaudes,. Celles-ci s'étendent le long des rivières Kaldilækur et Beiná de part et d'autre de la Laugarfjall mais surtout au pied du versant oriental de cette colline. C'est dans ce dernier secteur que se trouvent les sources les plus actives telles que Litli Strokkur, Litli Geysir, Fata, Blesi, Konugshver, Geysir et Strokkur. Cette dernière source constitue le seul geyser encore actif du champ géothermal, Geysir ayant cessé d'entrer en éruption à la suite d'un séisme en 2000.
Les deux petits bassins de Blesi contiennent la même eau car ils communiquent par le sous-sol, mais alors que l'un est bleu opale, l'autre est beaucoup plus transparent. Cela est dû à la silice en suspension dans l'eau (des colloïdes d'acide silicique de même nature qu'au lagon bleu). Plus la température est élevée, plus la silice est soluble dans l'eau et moins l'eau présentera de silice en suspension. Une eau plus froide sera donc plus bleue car la silice en suspension donne une coloration bleue opale à l'eau. La différence de couleur entre les deux bassins de Blesi est donc due à une différence de température de leurs eaux.

## Histoire
Jusqu'en 1894 le site appartenait à la ferme Laug. Il fut ensuite acheté par James Craig, alors distillateur de whisky et futur premier ministre d'Irlande du Nord, qui clôtura le terrain et en fit payer l'accès. Plus tard, il donna sa propriété à un ami, E. Craig. C'est son neveu, Hugh Rogers, qui vendit la terre au cinéaste Sigurdur Jonasson en 1935. Celui-ci l'offrit alors au peuple islandais. Rapidement un Comité Geysir fut formé afin de protéger la faune et la flore du site.
Le champ géothermique de Geysir est l'un des lieux les plus visités en Islande en raison des éruptions du Geysir qui ont retrouvé une certaine vigueur depuis 2000, de la présence sur le site du Strokkur, un geyser actif toutes les quelques minutes, ainsi que de la proximité de la Gullfoss située à six kilomètres de là.
On trouve également sur le site de Geysir un camping, une cafétéria et une boutique de souvenirs.